# .vi
Pour les articles homonymes, voir VI.

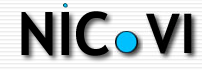
Logo du registre du domaine .vi, le ccTLD des îles Vierges américaines

.vi désigne le domaine de premier niveau national (country code top level domain : ccTLD) réservé aux Îles Vierges des États-Unis.

## Autre signification
Il s'agit également de l'extension d'un fichier LabVIEW signifiant Virtual Instrument.